# Wilhams
Wilhams (mundartlich: m' Wilhəms, ouv Wilhəms nā) ist ein Gemeindeteil der Gemeinde Missen-Wilhams im bayerisch-schwäbischen Landkreis Oberallgäu.

## Geographie
Das Dorf liegt circa zwei Kilometer nordwestlich des Hauptorts Missen. Südöstlich von Wilhams liegt der Hauchenberg. Westlich der Ortschaft verläuft die Untere Argen.

## Ortsname
Der Ortsname stammt vom Personennamen Willehalm und bedeutet Siedlung des Willehalm.

## Geschichte

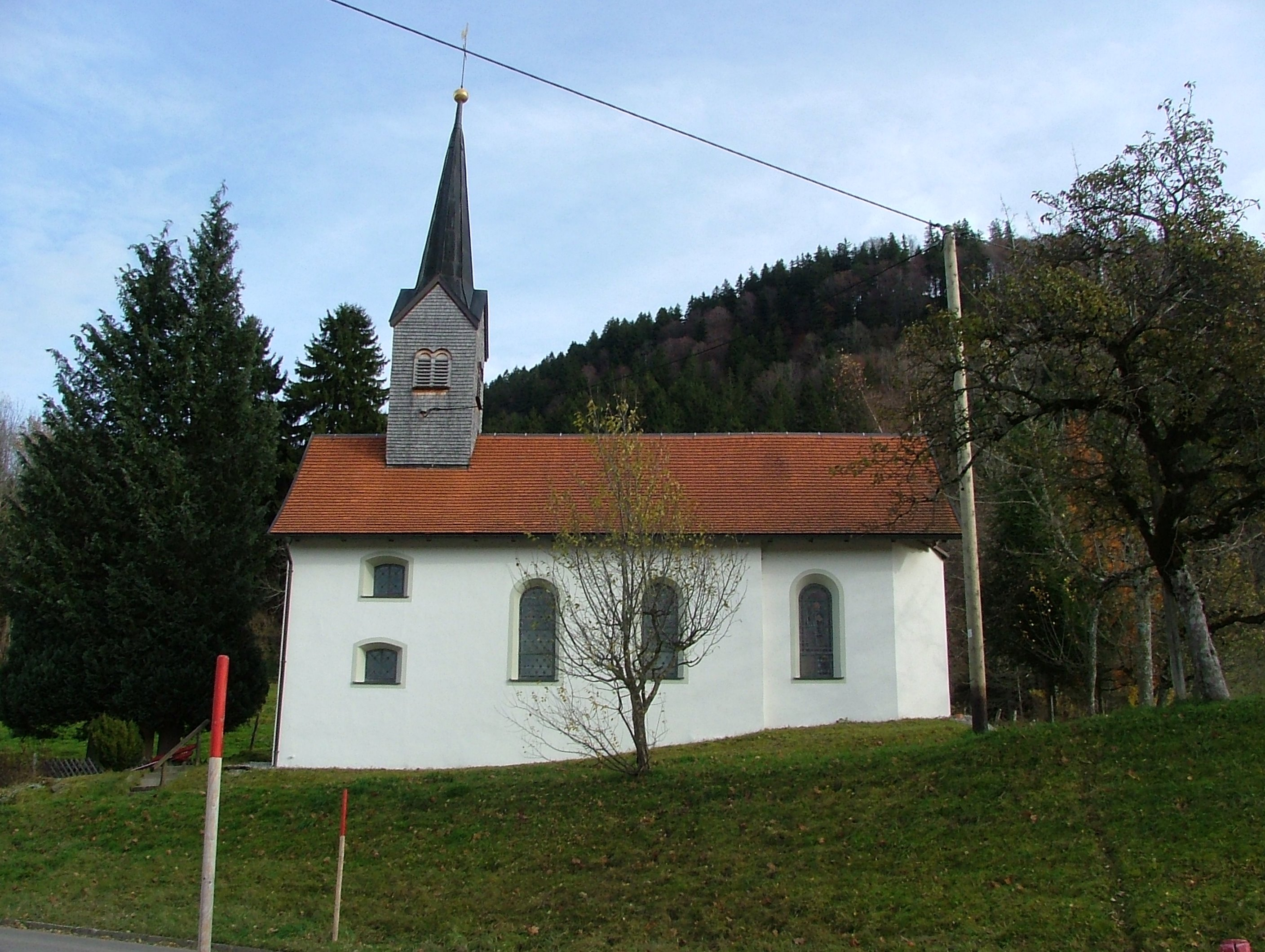
Josephskapelle in Wilhams

Der Ort wurde erstmals urkundlich 1239 als Willihalmis im Besitz des Klosters Irsee erwähnt. 1451 wurde die Stoffelsmühle erstmals erwähnt. Die Josephskapelle wurde wahrscheinlich 1640 erstmals erwähnt. 1770 fand die Vereinödung Wilhams statt. 1834 wurde ein Wildbad im Ort genannt. Ab 1834 stieg die Anzahl der Alpen im Gebiet von Wilhams durch den Einfluss Carl Hirnbeins deutlich.

### Ehemalige Gemeinde
Die ehemalige Gemeinde Wilhams bestand bis 1959, ehe sie mit der Gemeinde Missen zusammengeschlossen wurde. Die Gemeinde Wilhams bestand aus folgenden Gemeindeteilen:
- Aigis (Missen-Wilhams)
- Au
- Geratsried
- Yfel
- Sägmühle
- Scheiben
- Stoffelsmühle
- Wenzenried
- Wiederhofen
- Wilhams
- hinzu kamen diverse Alpen

## Baudenkmäler
- Siehe: Liste der Baudenkmäler in Wilhams

## Persönlichkeiten
- Carl Hirnbein (auch Karl Hirnbein; * 1807; † 1871), Großbauer und Politiker
- Michael Lerpscher (* 1905; † 1940), religiös motivierter Kriegsdienstverweigerer, Opfer des Nationalsozialismus